# Aegoprepes affinis
Aegoprepes affinis är en skalbaggsart som beskrevs av Stefan von Breuning 1948. Aegoprepes affinis ingår i släktet Aegoprepes och familjen långhorningar. Inga underarter finns listade i Catalogue of Life.